# Аренберг, Александр де Крой-Шиме
Александр де Крой-Шиме д’Аренберг (фр. Alexandre de Croy-Chimay d'Arenberg; 15 сентября 1590 (Брюссель — 16 августа 1629, Везель), принц д’Аренберг, князь де Шиме и Священной Римской империи — военный деятель Испанских Нидерландов, основатель линии князей де Шиме дома Аренбергов.

## Биография
Третий сын князя Шарля д’Аренберга и Анны де Крой (1563—1635), герцогини ван Арсхот, принцессы де Шиме.
Унаследовал от матери княжество Шиме, графство Бомон, сеньорию Авен. Суверен Фюме и Ревена, пэр Эно, барон де Коммин. Наследовал эти земли в соответствии с завещанием своего дяди Шарля де Кроя, составленным 1 июля 1610. Вступил во владение в 1614 году, после того, как сменил фамилию с Аренберг на де Крой (что также оговаривалось в завещании). В литературе упоминается как Крой, Крой-Линь, Аренберг, Крой-Линь-Аренберг и Линь-Крой.
Офицер испанской армии в Нидерландах, участник войны с Соединенными провинциями. На помпезной церемонии погребения эрцгерцога Альбрехта нёс меч, символизировавший суверенитет.
Собрал немецкий пехотный полк, с которым принял участие в завоевании Пфальца (1620—1621), неудачной осаде Берген-оп-Зома и осаде Бреды.
В 1624 году пожалован Филиппом IV в рыцари ордена Золотого руна. Получил орденскую цепь 6 декабря того же года.
В 1626—1628 годах действовал в Германии совместно с войсками Тилли, затем его полк стал гарнизоном в крепости Везель в герцогстве Клевском, при слиянии Липпе с Рейном, захваченной генералом Спинолой в 1614 году.
В 1629 году главные испанские силы вторглись во Фрисландию, в ответ на осаду Хертогенбоса. Голландцы воспользовались этим, проведя внезапную атаку на Везель, который им удалось захватить, так как полк де Кроя отказался сражаться, пока ему не выплатят жалование. Сам князь присоединился к сотне испанцев роты губернатора Франсиско Лосано и погиб в бою.

## Семья
Жена (1613): Мадлен д’Эгмонт (1596 — 7.11.1663, Кёльн), дочь графа Шарля д’Эгмонта, принца Гаврского, и Марии де Ланс
Дети:
- Изабель-Франсуаза де Крой-Шиме д’Аренберг (04.1615—16.01.1677). Муж (1636): маркиз Лудовико Гонзага (1599—1660), из дома графов ди Сан-Мартино
- Анна-Изабель де Крой-Шиме д’Аренберг (1616—1658). Муж (1641): Эжен де Энен-Льетар (1613—1656), граф де Буссю
- Альбер де Крой-Шиме д’Аренберг (15.02.1618—16.11.1648), князь де Шиме. Жена (1635): Клер-Эжени д’Аренберг (1611—1660), дочь Филиппа-Шарля д’Аренберга, герцога ван Арсхота, и Ипполиты-Анны де Мелён, его двоюродная сестра. Брак бездетный
- Филипп де Крой-Шиме д’Аренберг (8.05.1619—12.01.1675), князь де Шиме. Жена (1642): Теодора-Максимильена де Гавр (ум. 1676), графиня де Фрезен, дочь Пьера-Эрнеста де Гавра, графа де Фрезен, и Катрин-Изабель де Ламарк